# Bactrocera abscondita
Bactrocera abscondita
 es una especie de díptero que Drew y Albany Hancock describieron por primera vez en 1981. Bactrocera abscondita pertenece al género Bactrocera de la familia Tephritidae.